# Jimmy Buffett
Jimmy Buffett, właśc. James William Buffett (ur. 25 grudnia 1946 w Pascagoula, zm. 1 września 2023 w Sag Harbor) – amerykański wokalista, autor tekstów oraz przedsiębiorca.

## Kariera
Jimmy Buffett najbardziej znany był ze swojej tropikalnej muzyki rockowej, która często przedstawia styl życia określany jako „eskapizm na wyspie”. Buffett nagrał przeboje znane jako „The Big 8”, w tym: „Margaritaville” (1977), które zajmuje 234. miejsce na liście „Piosenek stulecia” stowarzyszenia Recording Industry Association of America oraz „Come Monday” (1974); „Fins” (1979); „Volcano” (1979); „A Pirate Looks at Forty” (1974); „Cheeseburger in Paradise” (1978); „Why Don’t We Get Drunk” (1973); oraz „Changes in Latitudes, Changes in Attitudes” (1977). Inne jego popularne piosenki to „Son of a Son of a Sailor” (1978), „One Partcular Harbour” (1983) i „It’s Five O’Clock Somewhere” (2003).
Z ponad 30 albumów wydanych przez Buffetta osiem uzyskało status złotej płyty, a dziewięć – platynowej lub multiplatynowej. W sumie Buffett sprzedał ponad 20 milionów albumów.
Buffett przełożył także styl życia swojej muzyki na kilka przedsięwzięć biznesowych, w tym sieć restauracji Margaritaville Jimmy’ego Buffetta, nieistniejącą już sieć restauracji Cheeseburger in Paradise oraz przedsięwzięcia w hotelach, kasynach, sklepach monopolowych i społecznościach emerytów. Buffett był jednym z najbogatszych muzyków na świecie, którego majątek wynosił 1 miliard dolarów. Był także autorem bestsellerów. Jego oddana grupa fanów, składająca się głównie z pokolenia wyżu demograficznego, znana jest jako „Parrotheads”.
Buffett zmarł 1 września 2023 roku w wieku 76 lat w swoim domu w Sag Harbor w stanie Nowy Jork z powodu powikłań związanych z rakiem z komórek Merkla, rzadkim i agresywnym rakiem skóry, którego zdiagnozowano cztery lata wcześniej.